# Charlot ortolano
Charlot ortolano (The Tramp), conosciuto anche come Charlot vagabondo e Il vagabondo è un film interpretato e diretto da Charlie Chaplin; fu proiettato la prima volta l'11 aprile 1915.
La maschera del vagabondo e Charlot sono oramai indissolubili, e con questa farsa ne è ufficializzato il connubio già nel titolo e introdotto l'elemento principe del profilo psicologico del personaggio: il romanticismo, che contraddistinguerà i film di Chaplin e ne differenzia la recitazione dagli standard convenzionali dello Slapstick.
Nel 1916 verrà recitato da Chaplin un film dal titolo molto simile: Il vagabondo.

## Trama
Il vagabondo, con fagotto d'ordinanza, si imbatte in una bella fanciulla molestata da tre malfattori che la vogliono derubare del denaro affidatole dal padre, il fattore, per una commissione; non esita a prenderne le difese e, colpendoli con una pietra, a farli desistere dal losco proposito. Per ricompensa il padre della ragazza gli offre lavoro come bracciante nella sua azienda affidandolo al suo uomo di fiducia col compito di istruire Charlot nelle molteplici attività della fattoria. Compito che scoprirà sovrumano e che lo vedrà soccombere diventando a sua volta vittima dell'ingenuo quanto maldestro vagabondo, che invece eccelle nelle smancerie per la bella figlia del fattore.
Problematico il corretto utilizzo degli attrezzi e utensili, pericoloso quando acuminati come il forcone per il carico del fieno e che regolarmente finirà per infilzare il bracciante suo tutor, imbarazzante quando previsti per la mungitura del toro...fortunatamente rimpiazzato subito con la vacca da latte dalle cui mammelle non ne spilla in ogni caso una goccia nonostante l'energica scrollatura della coda a mo' di leva di fonte. Innaffiare con un piccolo annaffiatoio i filari delle piante da frutta è impresa biblica, fortunatamente la campana del pranzo salva Charlot.
Il calar del sole è il segnale per il meritato riposo notturno dei braccianti e l'ora delle malefatte per i delinquenti che, infatti, premeditano l'assalto al gruzzolo del fattore, ma ancora una volta si troveranno il vagabondo sulla loro strada che li caccia a fucilate inseguendoli, ma infortunandosi nell'impresa. Soccorso dal fattore è amorevolmente medicato ed accudito dalla bella figlia, della cui dedizione approfitterà, Charlot, esagerando le modeste conseguenze dell'infortunio. Ma un bel giovanotto giunge alla fattoria, per la gioia della ragazza che gli si getta al collo abbracciandolo e baciandolo e presentandolo al vagabondo come suo fidanzato. Immediatamente, in Charlot, i malanni fisici scompaiono per lasciare il posto alla tristezza della disillusione amorosa. Ripreso il fagotto d'ordinanza, lasciandole un biglietto in cui rivela il suo sentimento per lei, il vagabondo mestamente si allontana, ingobbito e sconfitto, lungo la strada del destino, ma fatti pochi passi... una bella scrollata e via saltellante e fiducioso verso la nuova avventura che lo attende.

## Produzione
Il film fu prodotto dalla Essanay Film Manufacturing Company. Venne girato in California, a Niles ed a Sunol.

## Distribuzione
Distribuito dalla General Film Company, il film - un cortometraggio in due bobine - uscì nelle sale cinematografiche USA il 12 aprile 1915.